# 新城町 (宮崎市)
新城町（しんじょうちょう）とは、宮崎県宮崎市内の地名。檍地域自治区に属している。郵便番号は880-0845。

## 地理
宮崎市の中心部、檍地域自治区に属する住宅地・商業地である。北・東・南を吉村町、西を柳丸町、北西を浮城町と接する。

## 歴史
- 1976年 - 吉村町から新城町が成立。

## 世帯数と人口
2023年（令和5年）9月1日現在の世帯数と人口は以下の通りである。
| 町丁   | 世帯数  | 人口   |
| ------ | ------- | ------ |
| 新城町 | 536世帯 | 1147人 |

## 小・中学校の学区
市立小・中学校に通う場合、学区は以下の通りとなる。
| 町名   | 小学校           | 中学校           |
| ------ | ---------------- | ---------------- |
| 新城町 | 宮崎市立檍小学校 | 宮崎市立檍中学校 |

## 交通

### バス
宮交グループの運営するバスが営業している。

### 道路
- 市道権現通線